# Life Is Beautiful (série de televisão)
Life Is Beautiful (hangul: 인생은 아름다워; hanja: 人生은 아름다워; rr: Insaengeun Areumdawo) é uma série de televisão sul-coreana exibida pela Seoul Broadcasting System de 20 de março a 7 de novembro de 2010, e protagonizada por Song Chang-eui, Lee Sang-woo, Lee Sang-yoon, e Nam Sang-mi. No Japão, foi transmitida sob o título de Beautiful Life, no canal KNTV a 24 de fevereiro de 2011.

## Elenco
Família Yang
- Kim Yong-rim como Mãe de Byung-tae
- Choi Jung-hoon como Pai de Byung-tae
- Kim Yeong-cheol como Yang Byung-tae
- Kim Hae-sook como Kim Min-jae
- Kim Sang-joong como Yang Byung-joon
- Yoon Da-hoon como Yang Byung-kil
- Song Chang-eui como Yang Tae-sub[5][6][7]
- Lee Sang-yoon como Yang Ho-sub
- Nam Gyu-ri como Yang Cho-rong

Família Lee
- Lee Min-woo como Lee Soo-il
- Woo Hee-jin como Yang Ji-hye
- Jung Da-bin como Lee Ji-na

Família Park
- Lee Sang-hoon como Senhor Park
- Jo Mi-ryung como Yang Soo-ja
- Kang Yi-suk como Filho

Outros
- Jang Mi-hee como Jo Ah-ra
- Nam Sang-mi como Boo Yeon-joo
- Lee Sang-woo como Kyung-soo
- Yoo Min como Chae-young
- Kim Woo-hyun como Hyun-jin
- Lee Kyun como Dong-geun
- Bang Eun-hee como Jo Nam-shik
- Im Ye-jin como Tia de Ji-hye
- Han Jin-hee como Ex-marido de Min-jae
- Kim Jung-hwa como Woo Geum-ji

## Prêmios e indicações
| Ano  | Prémio                   | Categoria                                                    | Destinatários e nomeados | Resultado | Ref.  |
| ---- | ------------------------ | ------------------------------------------------------------ | ------------------------ | --------- | ----- |
| 2010 | 3º Korea Drama Awards    | Melhor Drama                                                 | Life Is Beautiful        | Indicado  |       |
| 2010 | 3º Korea Drama Awards    | Melhor Atriz Secundária                                      | Kim Hae-sook             | Venceu    |       |
| 2010 | SBS Drama Awards         | Prémio de Excelência/Ator de Drama Diário ou Semanal         | Song Chang-eui           | Venceu    | [ 8 ] |
| 2010 | SBS Drama Awards         | Prémio de Estreante                                          | Nam Gyu-ri               | Venceu    | [ 8 ] |
| 2010 | SBS Drama Awards         | Prémio Máximo de Excelência/Ator de Drama Diário ou Semanal  | Kim Yeong-cheol          | Indicado  | [ 8 ] |
| 2010 | SBS Drama Awards         | Prémio Máximo de Excelência/Atriz de Drama Diário ou Semanal | Kim Yong-rim             | Indicado  | [ 8 ] |
| 2010 | SBS Drama Awards         | Melhor Ator Secundário de Drama Diário ou Semanal            | Yoon Da-hoon             | Indicado  | [ 8 ] |
| 2010 | SBS Drama Awards         | Melhor Atriz Secundária de Drama Diário ou Semanal           | Nam Sang-mi              | Indicado  | [ 8 ] |
| 2010 | 47º Baeksang Arts Awards | Melhor Diretor                                               | Jung Eul-yong            | Indicado  |       |
| 2010 | 47º Baeksang Arts Awards | Melhor Atriz Revelação                                       | Nam Gyu-ri               | Indicado  |       |